# Formula One 06
 (juillet 2017).
Si vous disposez d'ouvrages ou d'articles de référence ou si vous connaissez des sites web de qualité traitant du thème abordé ici, merci de compléter l'article en donnant les références utiles à sa vérifiabilité et en les liant à la section « Notes et références ».
Pour les articles homonymes, voir Formula One.
Formula One 06 est un jeu vidéo de course de Formule 1 développé par Sony Studio Liverpool et édité sur PlayStation 2. Il s'agit d'un jeu officiel de la série Formula One. Le jeu est sorti en Europe le 28 juillet 2006 et au Japon le 28 décembre 2006 (soit 5 mois après la sortie du jeu en Europe) pour la PlayStation 2 et PlayStation Portable. Le jeu continue la tradition d'un mode carrière, une option en place depuis 2004.

## Système de jeu
Il prend pour cadre le championnat du monde de Formule 1 2006, avec ses pilotes, ses écuries et ses circuits.
En solo, cinq modes de jeu sont disponibles : course rapide, contre-la-montre, week-end de Grand Prix, championnat du monde et carrière. Le mode multijoueur est jouable jusqu'à seulement 2 joueurs.
Trois niveaux de difficulté sont proposés et le joueur est libre d'activer ou désactiver certaines aides au pilotage dans le menu option : l'assistance de direction, l'assistance au freinage, le contrôle de stabilité, les aides visuelles (trajectoire virtuelle, marqueur FTCP ou aucune), la récupération, l'anti-blocage de freins et la boîte de vitesses (automatique ou manuelle).
Les réglages voitures offrent la possibilité de régler précisément le type et la pression des pneus, le degré d'antipatinage, la répartition du freinage, l'appui des ailerons avant et arrière, la dureté des suspensions, l'angle de carrossage, le pincement des roues, la hauteur de caisse, les barres anti-roulis avant et arrière, l'amortissement en compression et détente avant et arrière et l'étagement de boîte.

### Carrière
Dans le mode carrière, le joueur commence sa carrière, soit avec Super Aguri, Toro Rosso ou Midland F1 Racing. Leur position au sein de l'équipe, que ce soit pilote d'essai, deuxième pilote ou premier pilote, dépend de la façon dont le joueur effectue pendant les séances d'essais qui sont, soit tenue à Barcelone, Silverstone ou Magny-Cours et peut également être joué sous un temps ensoleillé ou pluvieux.
Il y a 3 sortes de séances d'essais: le "Flying Tour", où le pilote doit, au plus, couvrir dix tours pour battre le temps imparti. En outre, cet objectif peut être le cas d'une "Acumalative Target Time", où le joueur a quatre tours pour faire des temps canons. Les 3 tours les plus rapides sont ensuite additionnés et comparés par rapport à l'"Acumalative Target Time". La troisième sorte d'essais ne donne qu'un seul tour au pilote pour battre le temps imparti
La carrière dure cinq saisons, avec, au programme, 18 Grands Prix. Pour tenter de devenir champion du monde, ce sera très probablement le cas avec les équipes les plus compétitives, par exemple: Renault, Ferrari ou McLaren. Mais il est possible de gagner le championnat avec les écuries de moyenne catégorie (Williams, Toyota, Honda, Red Bull et BMW Sauber) et les petites écuries (Super Aguri, Toro Rosso ou Midland F1 Racing).
Le déroulement d'un Grand Prix respecte les grandes lignes des véritables week-end de course. Lors des deux séances d'essais libres du vendredi, le joueur peut réaliser des séances d'évolution qui permettent de dégager les grandes tendances des réglages. La séance d'essai du samedi donne la possibilité d'affiner précisément chacun des paramètres.
La séance de qualifications du samedi est découpée en trois phases. D'abord deux phases éliminatoires de 15 minutes (Q1 et Q2) qui éliminent respectivement les 6 pilotes les plus lents, puis la séance de qualification finale (Q3) de 20 minutes durant laquelle les dix meilleurs pilotes s'opposent avec des monoplaces réglées en configuration course (réglages, quantité d'essence embarquée et choix de pneumatiques). Ensuite, le dimanche, il y a, bien sûr, le Grand Prix.
En outre, certains prix peuvent être déverrouillés, une fois que certains critères ont été remplis, par exemple le championnat du monde. La section "salle des trophées" est également dans le jeu afin que les joueurs puissent consulter les trophées qu'ils ont gagné dans les différents Grands Prix. La F1 ave laquelle le joueur a gagné le championnat est également affiché. Seulement les trophées de la 1re place sont stockés dans la salle, comme il n'existe pas des trophées de 2e et de 3e place.
Le jeu intègre également le nouveau système de qualification, introduite au début d'un Grand Prix. Autres nouveautés: Le tour de formation, la piste d'essai de Jerez, en Espagne, et une plus grande concurrence de l'intelligence artificielle (IA) des éditions précédentes qui a donné, au jeu, d'innombrables commentaires de la part des joueurs, qui ont noté une moyenne de 9,2/10 sur GameSpot.

## Pilotes et écuries
| Écuries              | Modèle           | #     | Pilotes                              |
| Renault F1 Team      | Renault R26      | 1 2   | Fernando Alonso Giancarlo Fisichella |
| McLaren Racing       | McLaren MP4-21   | 3 4   | Kimi Räikkönen Juan Pablo Montoya    |
| Scuderia Ferrari     | Ferrari 248 F1   | 5 6   | Michael Schumacher Felipe Massa      |
| Toyota F1 Team       | Toyota TF106     | 7 8   | Ralf Schumacher Jarno Trulli         |
| Williams F1 Team     | Williams FW28    | 9 10  | Mark Webber Nico Rosberg             |
| Honda Racing F1 Team | Honda RA106      | 11 12 | Rubens Barrichello Jenson Button     |
| Red Bull Racing      | Red Bull RB2     | 14 15 | David Coulthard Christian Klien      |
| BMW Sauber F1 Team   | BMW Sauber F1.06 | 16 17 | Nick Heidfeld Jacques Villeneuve     |
| Midland F1 Racing    | Midland M16      | 18 19 | Tiago Monteiro Christijan Albers     |
| Scuderia Toro Rosso  | Toro Rosso STR1  | 20 21 | Vitantonio Liuzzi Scott Speed        |
| Super Aguri F1       | Super Aguri SA05 | 22 23 | Takuma Satō Yuji Ide                 |

## Circuits et Grand Prix
| Circuit                         | Grand Prix                |
| ------------------------------- | ------------------------- |
| Circuit international de Sakhir | Grand Prix de Bahreïn     |
| Circuit international de Sepang | Grand Prix de Malaisie    |
| Circuit de l'Albert Park        | Grand Prix d'Australie    |
| Autodromo Enzo e Dino Ferrari   | Grand Prix de Saint-Marin |
| Nürburgring                     | Grand Prix d'Europe       |
| Circuit de Catalogne            | Grand Prix d'Espagne      |

| Circuit                       | Grand Prix                    |
| ----------------------------- | ----------------------------- |
| Circuit de Monaco             | Grand Prix de Monaco          |
| Circuit de Silverstone        | Grand Prix de Grande-Bretagne |
| Circuit Gilles-Villeneuve     | Grand Prix du Canada          |
| Indianapolis Motor Speedway   | Grand Prix des États-Unis     |
| Circuit de Nevers Magny-Cours | Grand Prix de France          |
| Circuit d'Hockenheim          | Grand Prix d'Allemagne        |
| Hungaroring                   | Grand Prix de Hongrie         |

| Circuit                           | Grand Prix            |
| --------------------------------- | --------------------- |
| Circuit d'Istanbul Park           | Grand Prix de Turquie |
| Autodromo Nazionale di Monza      | Grand Prix d'Italie   |
| Circuit international de Shanghai | Grand Prix de Chine   |
| Circuit de Suzuka                 | Grand Prix du Japon   |
| Autodromo José Carlos Pace        | Grand Prix du Brésil  |

Circuit bonus : Circuit Permanent de Jerez.